# Acacia falcata
Acacia falcata är en ärtväxtart som beskrevs av Carl Ludwig von Willdenow. Acacia falcata ingår i släktet akacior, och familjen ärtväxter. Inga underarter finns listade i Catalogue of Life.

## Bildgalleri

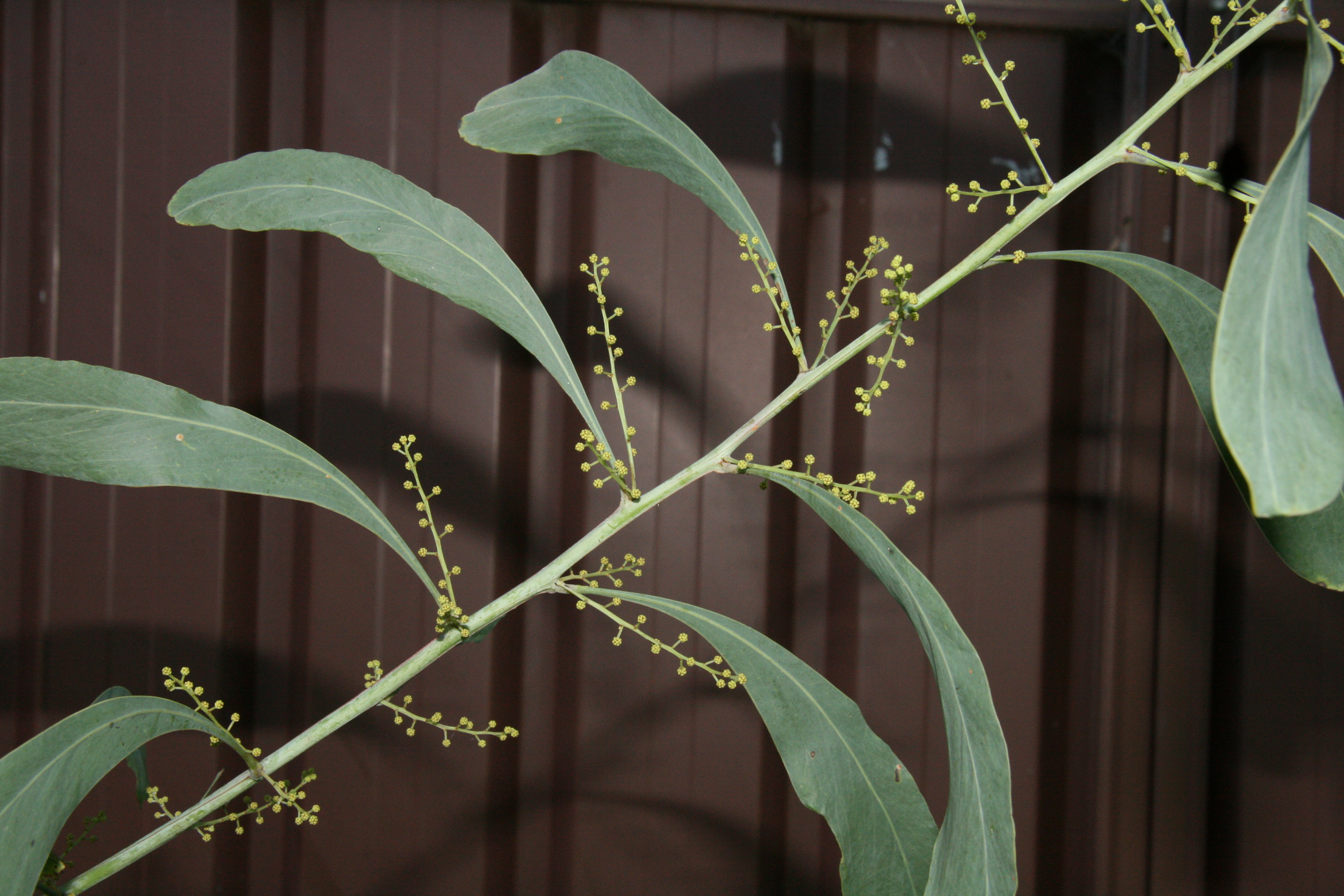
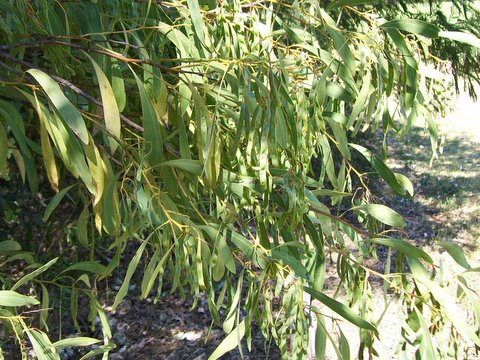